# 北鹿沼站

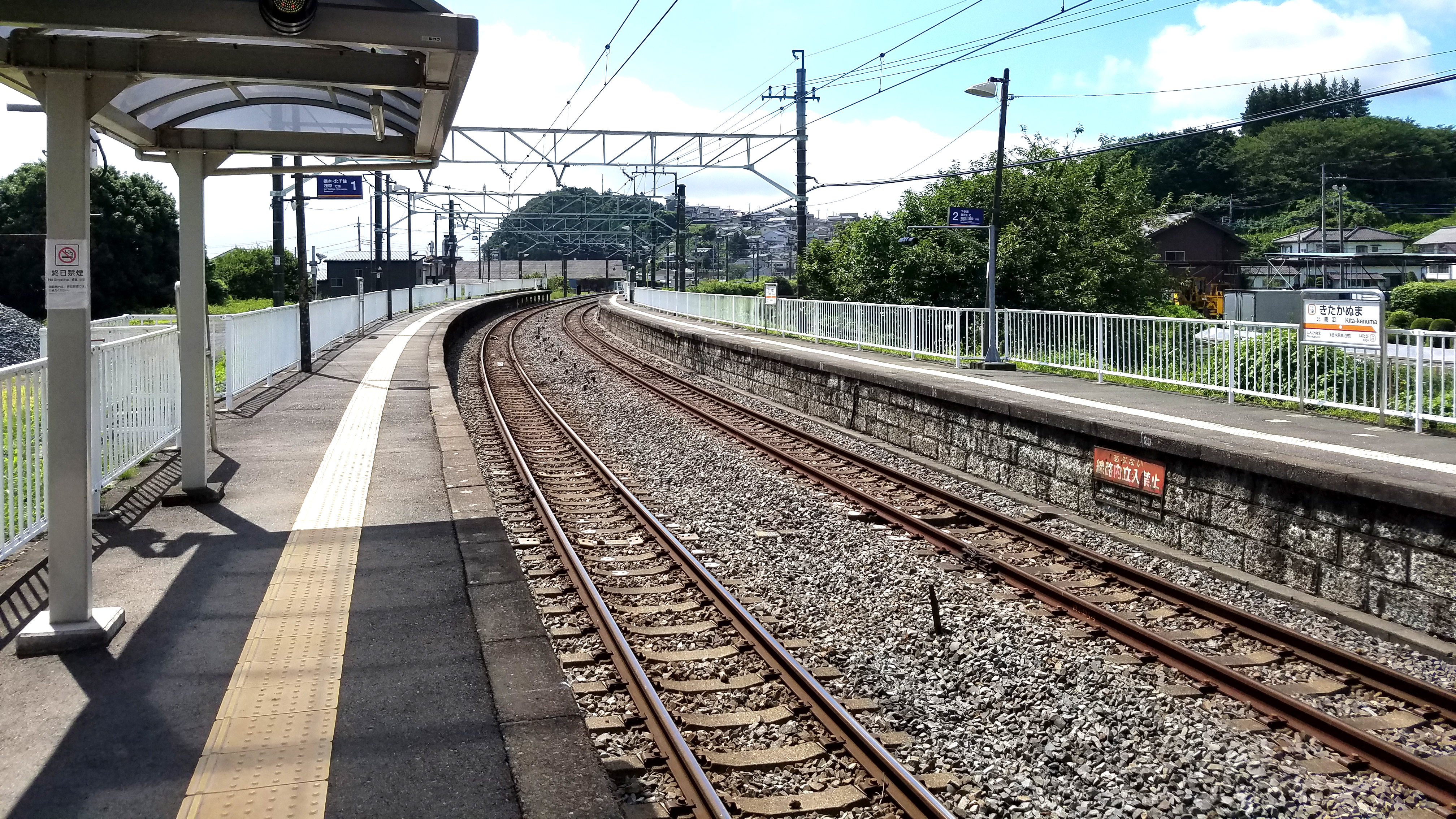
月台（2021年8月）

北鹿沼站（日语：／ Kita-Kanuma eki */?）是位於日本栃木縣鹿沼市玉田町，屬於東武鐵道日光線的車站。車站編號TN 19。

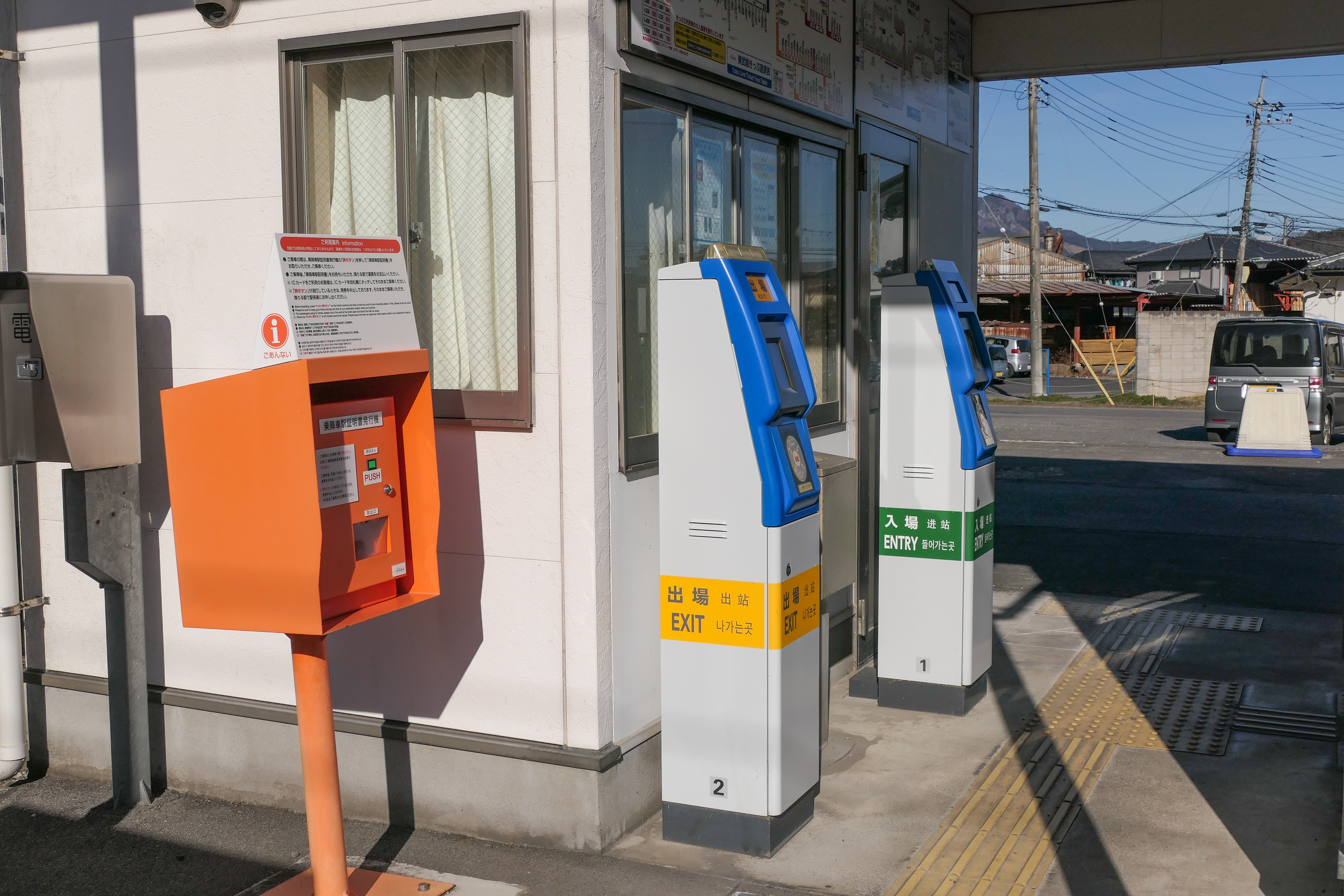
驗票口(2024年1月)

## 歷史
- 1931年（昭和6年）12月10日 - 開業。
- 1973年（昭和48年）9月1日 - 車站無人化，開始簡易委託。
- 2009年（平成21年）5月 - 站房改建。
- 2012年（平成24年）3月17日 - 導入車站編號TN 19。

## 車站構造

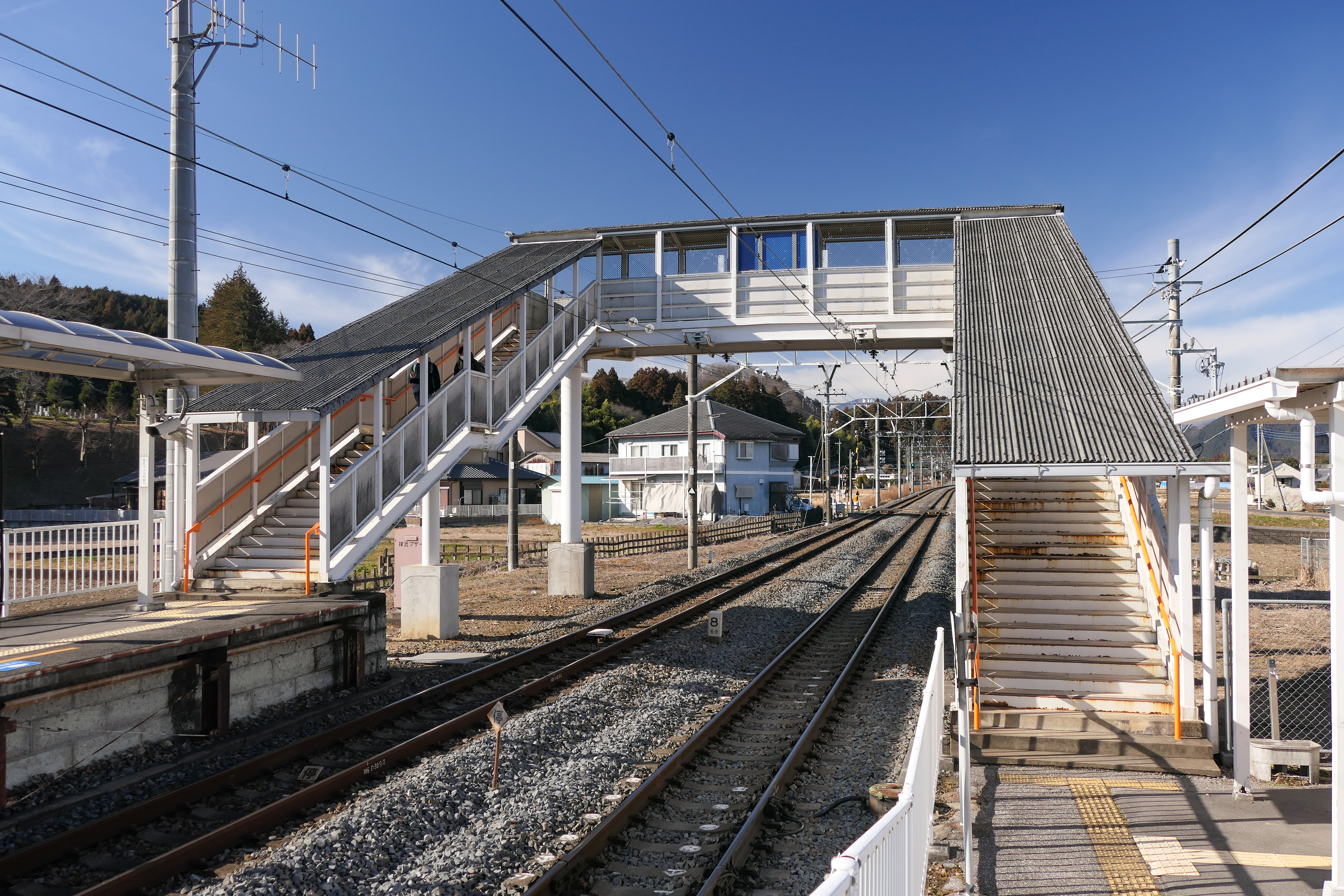
天橋(2024年1月)

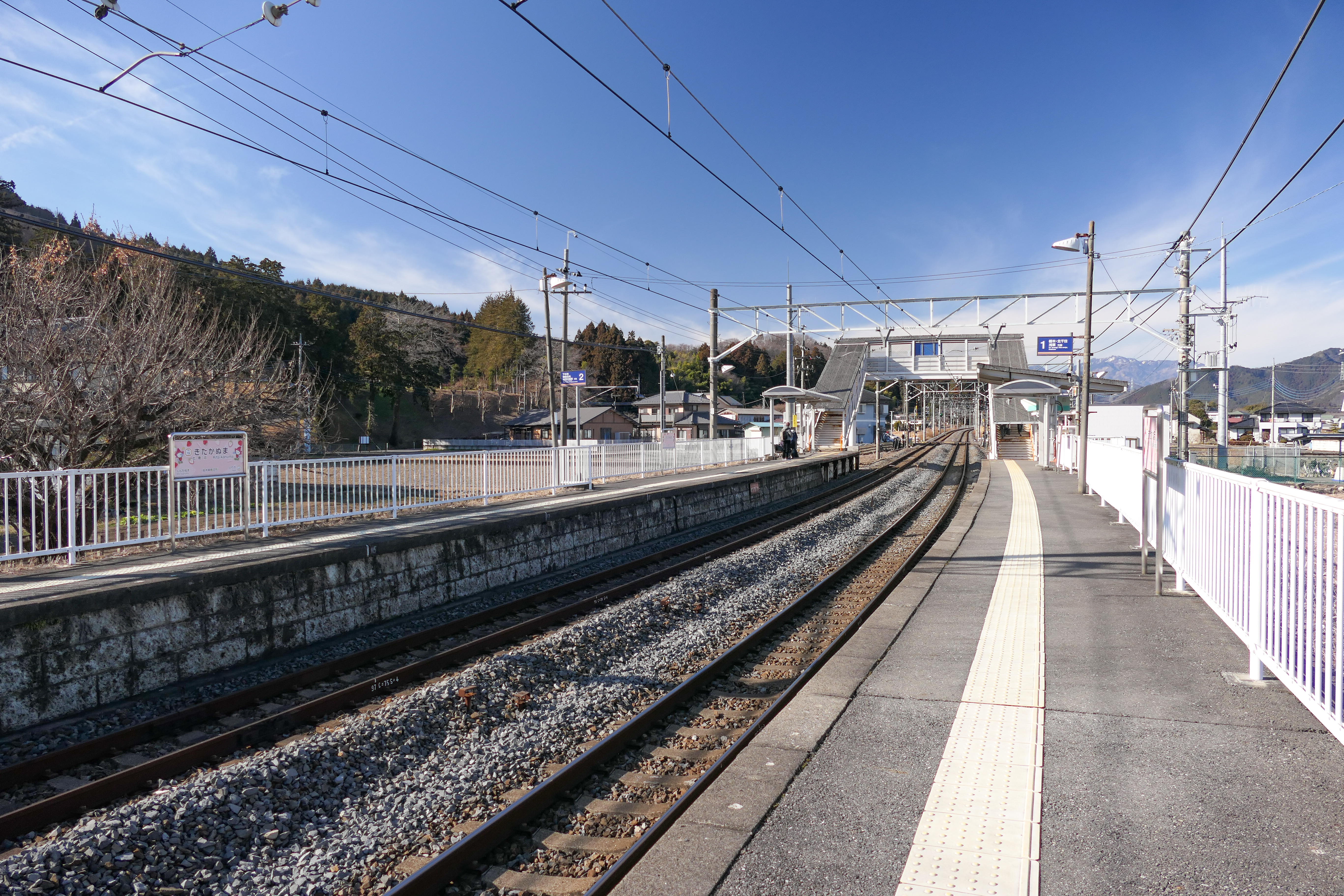
月台(2024年1月)

本站是側式月台2面2線的地面車站。站房位於淺草方向月台側，並透過天橋連通東武日光方向月台。本站為為簡易委託站，站內無配置站員。而開業時使用的木造站房已在2009年5月新站房啟用時遭拆除。

### 月台配置
| 月台 | 路線   | 方向 | 目的地                                                           |
| ---- | ------ | ---- | ---------------------------------------------------------------- |
| 1    | 日光線 | 上行 | 新栃木、東武動物公園、 東武晴空塔線 北千住、東京晴空塔、淺草方向 |
| 2    | 日光線 | 下行 | 下今市、東武日光、 鬼怒川線 鬼怒川溫泉方向                       |

- 上述路線名使用旅客資訊上的名稱（「東武晴空塔線」為愛稱）。

## 使用情況
2018年度1日平均上下車人次為178人。近年1日平均上下車、上車人次變化如下表。
| 年度               | 1日平均上下車人次 |
| ------------------ | ----------------- |
| 2000年（平成12年） | 116               |
| 2001年（平成13年） | 104               |
| 2002年（平成14年） | 96                |
| 2003年（平成15年） | 90                |
| 2004年（平成16年） | 104               |
| 2005年（平成17年） | 107               |
| 2006年（平成18年） | 123               |
| 2007年（平成19年） | 111               |
| 2008年（平成20年） | 118               |
| 2009年（平成21年） | 141               |
| 2010年（平成22年） | 167               |
| 2011年（平成23年） | 167               |
| 2012年（平成24年） | 174               |
| 2013年（平成25年） | 165               |
| 2014年（平成26年） | 168               |
| 2015年（平成27年） | 164               |
| 2016年（平成28年） | 163               |
| 2017年（平成29年） | 169               |
| 2018年（平成30年） | 178               |

## 車站周邊
- 鹿沼市民文化中心
- 鹿沼市菊澤社區中心
- 鹿沼市消防署北分署
- 鹿沼市立北小學校
- 鹿沼相互信用金庫（日语：鹿沼相互信用金庫）北支店

## 相鄰車站
東武鐵道
 日光線
■急行
通過
■區間急行、■普通
新鹿沼（TN 18）－北鹿沼（TN 19）－板荷（TN 20）

## 外部連結
- 北鹿沼（車站資訊） - 東武鐵道